# Hrvatski ragbijaški savez
Hrvatski Ragbijaski Savez – ogólnokrajowy związek sportowy, działający na terenie Chorwacji, posiadający osobowość prawną, będący jedynym prawnym reprezentantem chorwackiego rugby 15-osobowego i 7-osobowego, zarówno wśród mężczyzn, jak i kobiet we wszystkich kategoriach wiekowych w kraju i za granicą.
Odpowiedzialny jest za prowadzenie chorwackich drużyn narodowych, a także za szkolenie zawodników oraz organizowanie krajowych rozgrywek ligowych i pucharowych. Zrzesza 22 kluby, w tym jeden żeński.
Pierwszy klub rugby powstał na terenie Chorwacji w styczniu 1954 roku, związek natomiast został utworzony w 1961 roku. Uznawany przez Chorwacki Komitet Olimpijski związek w czerwcu 1992 roku został członkiem FIRA-AER, a w październiku tego roku członkiem IRB. Pierwszy międzypaństwowy mecz zorganizował 7 listopada 1992 roku.